# Федоров Петро Миколайович
Петро Миколайович Федоров (1951 р.н.) — український астроном, спеціаліст з астрометрії й кінематики Галактики, відомий своїми роботами з укладання зіркового каталогу XPM і з визначення інерційної системи координат в Галактиці. Завідувач лабораторії астрометрії Харківської обсерваторії. Лауреат Премії НАН України імені Є. П. Федорова за цикл робіт «Каталоги зоряних даних як інструменти астрономічних досліджень».

## Життєпис
1977 року Федоров закінчив фізичний факультет ХДУ ім. О. М. Горького і був розподілений в Миколаївську астрономічну обсерваторію, де в 1977—1995 працював на посадах від стажиста-дослідника до старшого наукового співробітника. 1986 захистив кандидатську дисертацію «Бокова рефракція у денних спостереженнях».
Від 1981 Федоров — один з керівників Гірської астрономічної станції на Кавказі. Під керівництвом Федорова встановлено меридіанний інструмент Струве—Ертеля, за допомогою якого в 1981—1991 проводились денні спостереження Сонця, Венери й Меркурія.
1995 року перейшов із Миколаївської астрономічної обсерваторії до Харківської астрономічної обсерваторії на посаду старшого наукового співробітника. 2000 року очолив відділ астрометрії та зоряної астрономії Харківської обсерваторії. 2012 захистив докторську дисертацію «Каталог ХРМ як незалежна реалізація позагалактичної опорної системи координат в оптичному та близькому інфрачервоному діапазонах». Того ж року здобув Премію НАН України імені Є. П. Федорова, названу на честь свого однофамільця, київського астрометриста Євгена Павловича Федорова.
Від 2003 Федоров викладав курс астрометрії на кафедрі астрономії ХНУ. Із 2004 працював доцентом кафедри астрономії, з 2013 — професор кафедри астрономії.

## Наукові результати
Федоров очолював роботи з опрацювання меридіанних спостережень у Харківській обсерваторії та започаткував спостереження квазарів на телескопі АЗТ-8 Чугуївської спостережної станції. З 2000 року очолював роботи зі створення каталогів положень та власних рухів зір, які завершились випуском каталогів, занесених до Страсбургського центру астрономічних даних. Найвідоміші серед них — каталоги ХРМ та РМА, які є незалежними від Гіппаркоса реалізаціями Міжнародної небесної системи координат в оптичному та ближньому інфрачервоному діапазонах спектру. Робота Федорова зі створення зоряних каталогів в 2012 році була відзначена премією НАН України імені Є. П. Федорова, названою на честь його однофамільця, київського астронома Євгена Павловича Федорова.
Від 2012 року Федоров разом зі створеною ним командою молодих науковців проводив у Харківській обсерваторії дослідження кінематики Чумацького Шляху[джерело?]. Дослідження включали опис зоряної кінематики в околицях Сонячної системи за допомогою моделей Огороднікова—Мілна та за допомогою векторних сферичних функцій, дослідження обертання Галактики, її спіральної структури.

## Відзнаки
- Премія НАН України імені Є. П. Федорова за цикл робіт «Каталоги зоряних даних як інструменти астрономічних досліджень» (2012)[1]